# サバフグ属
サバフグ属（サバフグぞく、学名 Lagocephalus）はフグ目フグ科に属する分類群。21種が知られている。
無毒種と有毒種とが混在しており、ときおり食中毒事故を起こす。

## 主な種

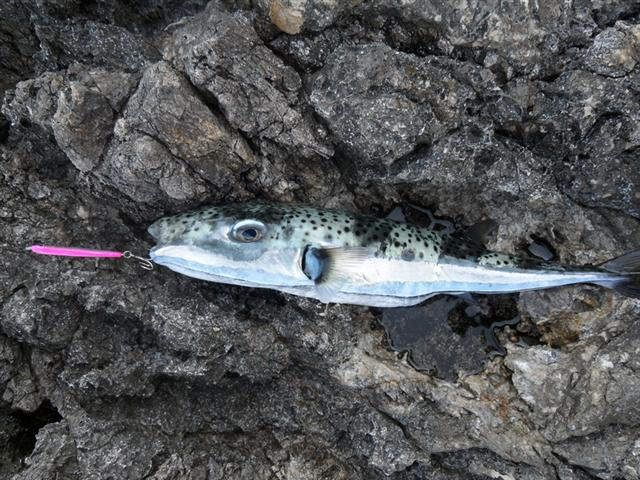
センニンフグ Lagocephalus sceleratus (Silver-cheeked toadfish)

- クロサバフグ Lagocephalus gloveri T. Abe & Tabeta, 1983
- オキサバフグ Lagocephalus guentheri A. Miranda-Ribeiro, 1915 (Diamondback puffer)
- カナフグ Lagocephalus inermis (Temminck & Schlegel, 1850) (Smooth blaasop)
- シロカナフグ Lagocephalus laevigatus (Linnaeus, 1766) (Smooth puffer)
- クマサカフグ Lagocephalus lagocephalus (Linnaeus, 1758)
  - Lagocephalus lagocephalus lagocephalus (Linnaeus, 1758) (Oceanic puffer)
  - Lagocephalus lagocephalus oceanicus D. S. Jordan & Evermann, 1903
- ドクサバフグ Lagocephalus lunaris (Bloch & J. G. Schneider, 1801) (Lunartail puffer)
- シロサバフグLagocephalus spadiceus (J. Richardson, 1845) (Half-smooth golden pufferfish) L.wheeleri は新参異名とされた

- センニンフグ Lagocephalus sceleratus (J. F. Gmelin, 1789) (Silver-cheeked toadfish)
- カイユウセンニンフグ Lagocephalus suezensis E. Clark & Gohar, 1953

以下を含めることもある。
- クロサバモドキ (Stenocephalus elongatus)

## 毒性
シロサバフグやクロサバフグは無毒とされているが、海域や季節により毒性を有する。
シロサバフグやクロサバフグは、トラフグやクサフグやコモンフグなどとは異なり、すべての部位にテトロドトキシンを持っていない。日本では無毒とされた時期があり、ふぐ料理に用いられたことがある。カナフグは内臓には毒を持つが筋肉は無毒である。この3種が可食種とされている。
しかし、東南アジア産で日本でも希に発見されるドクサバフグは、内臓のみならず筋肉も猛毒で、しばしば無毒のシロサバフグなどに混じって捕獲され、漁業者でも間違えることがある。
クロサバフグやシロサバフグとドクサバフグの違いは、頭の小棘の分布のしかたが代表的である。前者は頭の部分にのみ分布するが、後者は頭のみでなく、背鰭の付け根まで達する。他に尾鰭の切れ込みの深さの違い、腹の膨らみ具合の違いなどでも区別できるが、個体差にも左右されるため見分けるのは難しい。